# Беккариа, Ланфранко
Ланфранко (Ланфранк) Беккариа (итал. Lanfranco Beccari; 1124, Гропелло-Кайроли, Павия — 23 июня 1198, Павия) — епископ Павии. Причислен Католической церковью к лику святых.

## Биография
Родился Ланфранко Беккариа в 1124 году в Гропелло, который принадлежал в то время семье Беккариа. В 1159 году папа римский Александр III назначил его епископом Павии.
Благодаря деятельности святого Ланфранко в 1180 году при церкви в Гропелло была построена больница для паломников направлявшихся в Риме или в Святую Землю. Сейчас она известна как больница Святых Георгия и Ланфранко.
Ланфранко Беккариа был ярым защитником прав церкви в конфликте со светскими властями. В 1181 году он был вынужден покинуть свою епархию из-за конфликта с городскими властями Павии и искать защиты у папы в Риме.
В письме папы римского Иннокентия III от 8 августа 1198 года, к Бернардо Бальби, епископу Фаенцы, последний называется преемником Ланфранко в Павии, из чего можно сделать вывод, что тот умер ранее. Литургическая память ему отмечается 23 июня, в предполагаемый день его смерти. Похоронен в Аббатстве Сан-Ланфранко.

## В искусстве
На картине Чима ди Конельяно святой Ланфранко изображен в епископской одежде с благословляющей рукой. Эта картина находится сейчас в Музее Фицуильяма в Кембридже.
Скульптор Джованни Антонио Амадео создал скульптуру Ланфранко которая сейчас находится в одном из аббатств Павии.
Также в приходской церкви Святого Георгия в Гропелло-Кайроли, построен алтарь на котором изображен святой Ланфранко с лопатой.